# Baza rakietowa Sedot Micha
Baza rakietowa Sedot Micha (ang. Sedot Mikha Airbase) – wojskowa baza Sił Powietrznych Izraela położona przy moszawach Zecharja i Sedot Micha, w centralnej części Izraela.

## Historia
Pierwotnie w okolicy tej istniała arabska wioska Al-Burajdż, która została zniszczona i wyludniona podczas I wojny izraelsko-arabskiej. Do jej zajęcia doszło w nocy z 19 na 20 października 1948, na samym początku operacji Ha-Har.
Tajna baza rakietowa Sedot Micha powstała na początku 1967. Na podstawie analizy zdjęć satelitarnych ocenia się, że na terenie bazy znajduje się około 100 stanowisk rakietowych dla pocisków balistycznych Jerycho-1, Jerycho-2 i Jerycho-3. Na terenie bazy prawdopodobnie jest przechowywana broń jądrowa.
W latach 70. baza uzyskała status operacyjny. W bazie początkowo znajdowały się rakiety Jerycho-1 i bomby grawitacyjne dla samolotów F-4, F-15 i F-16, które stacjonowały na północ od bazy w Tel Nof Airbase. W latach 1989–1993 na południowy wschód od bazy, w bazie Kfar Zachariah wybudowano dodatkowe bunkry podziemne dla mobilnych wyrzutni typu Jerycho.

## Eskadry
W bazie stacjonuje kilka eskadr rakietowych:
- 150 Eskadra – jednostka rakietowa,
- 199 Eskadra – jednostka rakietowa,
- 248 Eskadra – jednostka rakietowa.